# David Kaufman
David Kaufman, ameriški komik in igralec, * 23. julij 1961, St. Louis, Missouri, ZDA.